# Andromache (Racine)
Andromache (französisch Andromaque) ist eine Tragödie in 5 Akten von Jean Racine (1639–1699), die Uraufführung fand am 17. November 1667 in Paris statt. 
Das Stück gilt im Rahmen der französischen Klassik als die erste Tragödie im ursprünglichen antiken Sinn. Die weibliche Hauptrolle spielte Mademoiselle de Champmeslé.

## Handlung

### 1. Akt
Orest, der Sohn Agamemnons, wird von den Griechen nach Epirus geschickt. Er soll dort Astyanax töten, den Sohn von Hektor und Andromache und somit einzigen Nachkommen des trojanischen Herrschers, der von Pyrrhus, dem Sohn des Achilles, gefangen gehalten wird. Orest freut sich, dass er bei der Gelegenheit Hermione, die Tochter der Helena und Verlobte von Pyrrhus, die er liebt, wiedersehen kann. Außerdem trifft er auch seinen alten Freund Pylades wieder, den er seit über sechs Monaten nicht mehr gesehen hat.
- 1. Szene: Orest und Pylades treffen sich. Orest erzählt dem Freund von seinem Auftrag und von seinem Verlangen nach Hermione.
- 2. Szene: Orest trifft auf Pyrrhus und fordert von diesem, Astyanax zu übergeben, aber Pyrrhus lehnt förmlich ab. Dann lädt er Orest ein, Hermione zu treffen.
- 3. Szene: Phoenix warnt Pyrrhus, dass Orest sich wieder in Hermione verlieben könnte, aber Pyrrhus würde das nicht stören, da er selber kaum Gefühle für sie hegt, sondern nur Augen für Andromache hat.
- 4. Szene: Pyrrhus erzählt Andromache von der drohenden Gefahr für ihren Sohn durch die Griechen. Er bietet an, sich gegen Griechenland zu stellen und sie und Astyanax zu verteidigen, unter der Bedingung, dass sie ihn heiratet. Doch die Witwe Hektors lehnt ab, da ihr Hass gegen Pyrrhus und dessen Vater Achilles, die Eroberer Trojas, zu groß ist.

### 2. Akt
- 1. Szene: Hermione erzählt ihrer Vertrauten Cleone, dass sie gedenkt Orest zu treffen. Daraufhin rät Cleone Hermione mit Orest zu fliehen.
- 2. Szene: Orest gesteht Hermione seine Liebe. Sie scheint nicht abgeneigt zu sein.
- 3. Szene: Orest glaubt, Hermione werde mit ihm kommen und nicht mehr zu Pyrrhus zurückkehren.
- 4. Szene: Pyrrhus hingegen gibt vor Orest und Phoenix bekannt, dass er nun schließlich Hermione heiraten wolle.
- 5. Szene: Pyrrhus zögert dennoch, da er lediglich Phoenix (und auch Orest) seine Heiratspläne vortäuschen wollte.

### 3. Akt
- 1. Szene: Orest und Pylades. Orest ist wütend und überlegt, Hermione zu entführen.
- 2. Szene: Orest spricht mit Hermione, resigniert aber.
- 3. Szene: Hermione wundert sich, dass Orest nicht mehr wütend ist. Cleone ist gegen ihn.
- 4. Szene: Andromache bittet Hermione, sich um ihren Sohn zu kümmern, falls sie stirbt. Diese lehnt auf grausame Weise ab.
- 5. Szene: Andromache verachtet Hermione. Cephise rät ihr, mit Pyrrhus zu reden.
- 6. Szene: Andromache macht Pyrrhus Hoffnungen.
- 7. Szene: Pyrrhus bittet sie noch einmal, ihn zu heiraten und damit ihr Leben und das ihres Sohnes zu retten.
- 8. Szene: Andromache weiß nicht, was sie tun soll. Das Leben ihres Sohnes ist ihr sehr teuer, aber mit dieser Hochzeit müsste sie den ganzen Hass gegen Pyrrhus überwinden. Sie schickt Cephise schon, um zuzusagen und hält sie dann doch wieder zurück. Sie entscheidet sich, an Hektors Grab nach einer Antwort zu suchen.

### 4. Akt
- 1. Szene: Andromache entscheidet sich, Pyrrhus zu heiraten, um ihrem Sohn das Leben zu retten und sich anschließend umzubringen. Cephise stimmt zu, will sie aber überreden, am Leben zu bleiben.
- 2. Szene: Cleone sagt Hermione, dass Pyrrhus Andromache heiraten werde. Hermione lässt Orest rufen.
- 3. Szene: Hermione bittet Orest, Pyrrhus für ihre Liebe zu töten. Er zögert, sagt aber schließlich zu.
- 4. Szene: Cleone versucht, Hermione zur Vernunft zu bringen.
- 5. Szene: Pyrrhus versucht, sich vor Hermione zu rechtfertigen. Er sagt, dass sie sich sowieso nie geliebt hätten. Hermione widerspricht (Vers 1365). Sie ist mit der Hochzeit einverstanden, schickt ihn aber zu Andromache, weil sie ihn nicht mehr sehen will.
- 6. Szene: Phoenix warnt Pyrrhus vor Hermione und Orest, dieser ignoriert ihn aber.

### 5. Akt
- 1. Szene: Hermiones Monolog. Sie fragt sich, was sie da gerade macht.
- 2. Szene: Cleone erzählt ihr über den Hergang der Hochzeit. Als Hermione erfährt, dass Pyrrhus glücklich ist, wünscht sie seinen Tod. Cleone erzählt auch, dass Orest Gewissensbisse hat.
- 3. Szene: Orest erzählt Hermione, er habe Pyrrhus getötet. Sie bestreitet, es befohlen zu haben. Sie sagt, er hätte es nicht tun sollen. Sie bleibt und flieht nicht mit ihm.
- 4. Szene: Orest allein. Er fragt sich, warum er das gemacht hat – für nichts – und was jetzt kommen mag.
- 5. Szene: Orest erfährt von Pylades, dass er fliehen müsse und dass Hermione sich getötet habe. Andromache lässt Orest verfolgen, er verfällt dem Wahnsinn und sein Freund Pylades kümmert sich um ihn. Nur Andromache und ihr Sohn entrinnen.

## Entstehung
Andromache ist das erste namhafte Bühnenwerk Racines und stellt einen Wendepunkt in dramen- und theatergeschichtlicher Hinsicht dar.
Der Schauplatz der Tragödie ist der Hof des Pyrrhus (König von Epirus). Die vier Hauptgestalten sind Andromache (Gattin des gefallenen Hektor); Pyrrhus (Sohn des Achill); Hermione (Tochter des Menelaos) und der von den Furien verfolgte Orest.
Die Tragödie beruht auf einigen Versen aus Vergils Aeneis (III, 292–337), die auszugsweise in Racines Vorwort zitiert werden. Der Autor weicht aber vom griechischen Mythos ab, in dem Andromaches Sohn im Trojanischen Krieg getötet wird und sie selbst die Ehefrau eines anderen Mannes wird. Racine hielt diese Änderung für nötig, um Andromache als Vorbild für eheliche Liebe und Treue über den Tod hinaus darzustellen.
Das Werk ist Prinzessin Henrietta von England gewidmet.

## Adaptationen
In dem vierstündigen Spielfilm Amour Fou von Jacques Rivette ist etwa die Hälfte der Zeit Proben des Stücks gewidmet. Auch die Oper Ermione von Rossini beruht auf dem Werk.
Claude Berri lässt in seinem Spielfilm Uranus eine der tragischen Figuren (Gérard Depardieu) im Rausch häufig die Andromache rezitieren.
- Andromaca, Oper von Giuseppe Sarti nach einem Libretto von Apostolo Zeno; Uraufführung 1760, Kopenhagen, Det Kongelige Teater
- Andromaque,  Tragédie lyrique von André-Ernest-Modeste Grétry, Libretto von Louis-Guillaume Pitra; Uraufführung 6. Juli 1780 an der Pariser Oper
- Andromaca, Oper von Giovanni Paisiello, Libretto von Giovanni Battista Lorenzi; Uraufführung am 4. November 1797, Neapel, Teatro San Carlo

- Gioachino Rossini komponierte ebenfalls eine Oper, deren Libretto auf Racines Andromaque basiert: Ermione – azione tragica in zwei Akten – wurde am 27. März 1819 im Teatro San Carlo in Neapel uraufgeführt. Autor des Librettos ist Andrea Leone Tottola.

Camille Saint-Saëns schrieb die Bühnenmusik Andromaque, musique de scène, die am 6. Februar 1903 bei einer Inszenierung des Dramas am Théâtre Sarah Bernhardt in Paris erstmals aufgeführt wurde.

## Ausgaben
- Jean Racine: Oeuvres complètes, tome I (Pléiade-Ausgabe), 1999, ISBN 978-2-07-011561-7
- Jean Racine: Petits Classiques Larousse – Nouvelle Série: Andromaque. Mit Materialien: Texte Integral, Berlin: Cornelsen, 2001, ISBN 3-464-30820-0
- Jean Racine: Phädra. Andromache.  Zwei Tragöden. Übers. Simon Werle. Verlag der Autoren 2023. ISBN 978-3-88661-074-7